# Louis Gilquin
Louis Gilquin, né à Lille le 8 décembre 1827 et mort dans cette ville le 25 mars 1909, est un architecte français.

## Biographie
Formé aux écoles académiques de Lille, Louis Gilquin est architecte à Lille.
Louis Gilquin est notamment l'auteur de la maison aux Caryatides, au 14-18 Boulevard de la Liberté et de l'Hôtel des postes, à Lille. Il a également réalisé, avec Albert Baert et Charles Boidin, les Bains Jean-Bart à Dunkerque.
Il est membre fondateur de la société des architectes du Nord en 1868, initiative impulsée par Auguste Mourcou et Émile Vandenbergh.

## Réalisations
- 1868 : immeuble du 14-18, boulevard de la Liberté, Lille
- 1873 : hôtel des Postes de Lille[3]
- 1896 : établissement des bains publics dunkerquois[4]